# 白甲尾孢虫
白甲尾孢虫（学名：Henneguya varicorhinusi）为尾孢科尾孢虫属的动物。在中国，分布于四川等，营寄生生活，寄生在白甲鱼的鳃。